# Łabędnik (gmina)
Łabędnik, Szwansfeld – dawna gmina wiejska istniejąca w latach 1945–1946 w okręgu mazurskim (IV) (dzisiejsze woj. warmińsko-mazurskie). Siedzibą władz gminy był Łabędnik (1945 jako Szwansfeld).

## Niemcy
Gmina zbiorowa Łabędnik (Amtsbezirk Groß Schwansfeld) powstała 11 czerwca 1874 w Prusach Wschodnich w powiecie frydlandzko-bartoszyckim. W jej skład weszła gmina jednostkowa Groß Schwansfeld (Łabędnik) oraz obszar dworski Groß Schwansfeld (Łabędnik).
- 20 listopada 1893 do gminy jednostkowej Groß Schwansfeld włączono zniesioną gminę jednostkową Sporwienen (Sporwiny).
- 30 września 1928 do gminy jednostkowej Groß Schwansfeld włączono zniesiony obszar dworski Groß Schwansfeld.
- 1 listopada 1928 do Amtsbezirk Groß Schwansfeld przyłączono gminę jednostkową Beyditten (Bajdyty) ze zniesionego Amtsbezirk Beyditten.

I tak 1 stycznia 1945 Amtsbezirk Groß Schwansfeld składał się z dwóch gmin jednostkowych (Beyditten i Groß Schwansfeld).

## Polska
Gmina Łabędnik (początkowo jako Szwansfeld od niemieckiej nazwy Gross Schwansfeld) powstała po II wojnie światowej, 25 lipca 1945 roku, na terenie tzw. Ziem Odzyskanych, jako jedna z siedmiu gmin powiatu bartoszyckiego. W jej skład weszły obszary dawnych niemieckich Amtsbezirków Groß Schwansfeld (Łabędnik), Falkenau (Sokolica) i Rosenort (Różyna) oraz zachodnia część Amtsbezirku Maxkeim (Maszewy) na południe od miasta Schippenbeil (Sępopola), czyli  gromady: Bieliny, Drawa, Łabędnik, Maszewy, Pasławki, Różyna, Sokolica i Wiatrowiec.
28 czerwca 1946 roku jako jednostka administracyjna polskiego powiatu bartoszyckiego gmina weszła w skład nowo utworzonego woj. olsztyńskiego.
Niedługo (około 1946/47) gminę Łabędnik przekształcono w gminę Sokolica z siedzibą w Sokolicy. Urząd Wojewódzki w Olsztynie wydał jednocześnie memorandum, żaląc się, że wiele gmin wbrew przepisom samowolnie zmieniło siedzibę gminy, wprowadzając przez to „chaos w ustalonym podziale administracyjnym”. Aby temu zapobiec na przyszłość Urząd Wojewódzki zwrócił się do przewodniczących Wydziałów Powiatowych z prośbą o wydanie zarządzenia zabraniającego dokonania zmian siedzib Zarządów Gminnych. Natomiast w kwestii zmian już dokonanych po 1 sierpnia 1946 poprosił o przesłanie Urzędowi Wojewódzkiemu odpowiednie sprawozdanie w terminie do 15 grudnia 1947.